# کلسکرونا
شهر کارلسکرونا (به سوئدی: Karlskrona) در استان بلکینگه در کشور سوئد واقع شده‌است. جمعیت این شهر35,212 نفر است.